# Oediplax
Oediplax is een geslacht van kreeftachtigen uit de klasse van de Malacostraca (hogere kreeftachtigen).

## Soort
- Oediplax granulata Rathbun, 1894